# Francisco Ponzán
Francisco Ponzán Vidal, (Oviedo, 30 de enero de 1911 - Buzet (Francia), 17 de agosto de 1944) fue un maestro de profesión y militante de la CNT español. Fue miembro de la directiva del Ateneo Cultural Libertario de Huesca y hombre de acción al servicio de los aliados durante la Segunda Guerra Mundial.

## Biografía
Nacido en Oviedo debido al destino de su padre como ferroviario, su familia volvió pronto a Huesca, donde curso sus estudios. Fue discípulo de Ramón Acín. Entre octubre de 1936 y diciembre del mismo año, formó parte del Consejo Regional de Defensa de Aragón; bajo la presidencia de Joaquín Ascaso se ocupó de Transportes y Comunicaciones. Cuando el Consejo de Aragón fue disuelto por el gobierno republicano, en agosto de 1937, pasó a integrarse en el Servicio de Información del X Cuerpo del Ejército, en el SIEP (Servicio de Información Especial Periférica), que prestó notables servicios de sabotaje e información tras las líneas enemigas.
Tras el desenlace de la guerra civil española se exilió en Francia donde, tras su paso y fuga del Campo de internamiento de Vernet d'Ariège, se instaló en Toulouse. Desde aquella fecha, empezó a tejer una organización de guías y pasadores (entre los que se encontraban muchas mujeres como su propia hermana, Pilar Ponzán, Alfonsina Bueno Vela o Segunda Montero) que sacaba personas de España por las montañas pirenaicas. De esta manera facilitó la salida a (y de) Francia a centenares de personas a cambio de armas y de dinero para la luchar contra Franco.

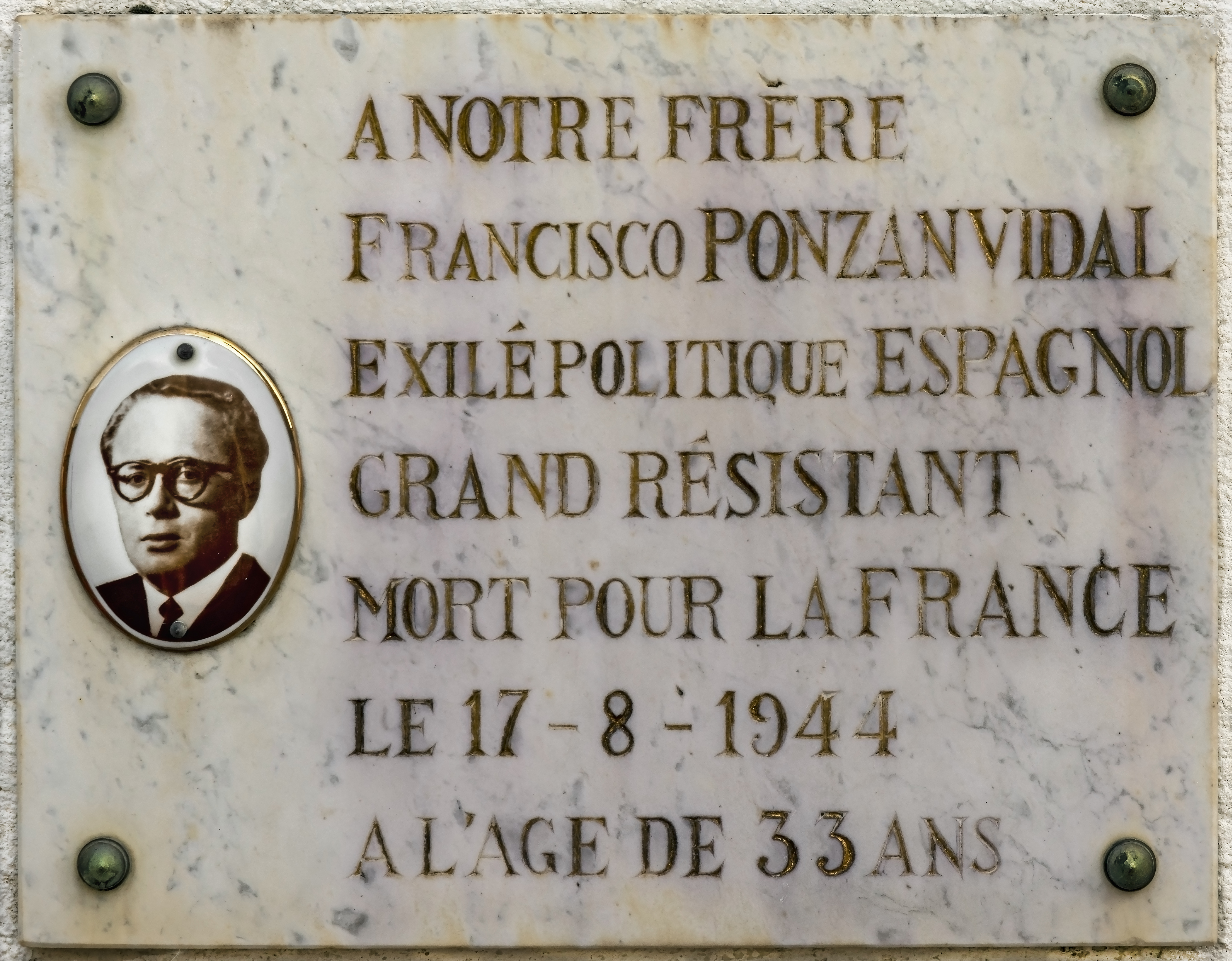
"A nuestro hermano Francisco Ponzan. Exiliado político español. Gran resistente. Muerto por Francia el 17/8/44 a la edad de 33 años". Cementerio de Buzet (Francia)

Al producirse la invasión alemana de Francia, el Grupo Ponzán pone en 1941 su organización al servicio de la red Pat O'Leary, la más amplia e importante red de evasión, información y correo al servicio de la resistencia y los aliados entre 1940 y 1944. La red O'Leary tomó el nombre del pseudónimo por el que se conocía en los medios de la resistencia a Albert Guérisse (también conocido como Pat, Patrick, Rogers y Joseph Cartier), general de división y médico del ejército belga. Ponzán entabla así relación con los servicios secretos aliados, ingleses, franceses y belgas (red Sabot), en línea con su plan de actuación antifranquista, cuestión ésta que no fue aceptada por el Consejo General del Movimiento Libertario en el exilio, por lo que fue desautorizado orgánicamente. La labor del Grupo Ponzán dentro de la organización Pat O’Leary se centró mayoritariamente en recoger aviadores aliados que caían en suelo francés, ocultarlos y facilitarles una residencia, procurarles ropa, comida, asistencia médica y documentación falsa, para que después de cruzar los Pirineos pudieran regresar a territorio aliado vía Portugal y Gibraltar.
En abril de 1943 fue detenido en Toulouse y puesto en manos de la Gestapo. Aunque a la hora de clasificarlo se recurre al apelativo de “hombre de acción”, Ponzán no tenía las condiciones físicas que normalmente se suponen a estos hombres, la miopía que le valió el apodo de “El Gafotas” es representativa de sus limitaciones físicas. Fueron la astucia, la inteligencia y el rigor intelectual los que le permitieron sobrevivir y ser eficaz en un mundo turbio de espías y agentes dobles. No iba armado y cuando lo detuvieron no opuso resistencia. Cuando Toulouse estaba prácticamente rendida al avance aliado, concretamente dos días antes de que los alemanes abandonaran la ciudad, la Gestapo lo sacó de la cárcel y lo fusiló en Buzet-sur-Tarn, un pueblo de los Pirineos franceses, junto a unas cincuenta personas más, a las que prendieron fuego después de dispararles, no pudiéndose así cumplir su deseo expresado en su testamento:

…Deseo que mis restos sean trasladados un día a tierra española y enterrados en Huesca, al lado de mi maestro, el profesor Ramón Acín, y de mi amigo Evaristo Viñuales
Testamento de Francisco Ponzán (27 de diciembre de 1943, prisión militar de Fourgolle
, Toulouse)

Su fondo personal se encuentra depositado en el CRAI Biblioteca Pavelló de la República de la Universidad de Barcelona. Consta de correspondencia, documentación personal y diversa sobre maquis, política, etc.

## Reconocimiento internacional
Fue reconocido y condecorado a título póstumo por los gobiernos y ejércitos de Francia, Reino Unido y Estados Unidos y es forzoso reparar en que este reconocimiento nunca le llegó de España. De los cuadernos de Ponzán recuperados tras su muerte es posible conocer la identidad, y a veces incluso la fotografía, de 311 personas evadidas por su grupo, entre las que se encuentran militares de alta graduación y políticos, personalidades científicas, muchas familias judías (algunas acaudaladas) además de otros perseguidos de toda condición social. La bibliografía referida a la época sitúa la cifra de evadidos por el Grupo Ponzán en torno a las 3.000 personas.
El Ayuntamiento de Toulouse, presidido por el alcalde M. Pierre Cohen,  le dedicó un paseo en su honor.